# Sergio Arce Martínez
Sergio S. Arce Martínez (* 31. März 1924 in Kuba; † 25. August 2015 in Varadero, Kuba) war ein kubanischer presbyterianischer Theologe, Hochschullehrer und Begründer einer Theologie der Revolution.

## Leben
Nach Erlangung seiner Hochschulreife studierte Arce Evangelische Theologie an der Universidad de Matanzas “Camilo Cienfuegos”. Er legte eine Dissertation zu einem systematisch-theologischen Thema vor und wurde zum Doktor der Theologie promoviert. Nach einer Zeit als Dozent erhielt er die Habilitation zum Professor am Seminario de Teología Matanzas.
Studien der marxistischen Ökonomie und der Leninschen Revolutionstheorie, Betrachtungen der gesellschaftlichen und politischen Entwicklung Kubas nach der Revolution sowie Kontakte mit Aktivisten und Vordenkern der Kommunistischen Partei führten ihn dazu, den Entwurf für eine „Theologie der Revolution“ vorzulegen. Dabei berücksichtigte er auch die lateinamerikanische Befreiungstheologie.
Seit der II. Allchristlichen Friedensversammlung 1964 in Prag war er ein Mitarbeiter der Christlichen Friedenskonferenz (CFK), wurde in ihren Beratenden Ausschuss gewählt und gehörte seit 1971 zu den sieben Vizepräsidenten der CFK.
Arce Martínez war für drei Legislaturperioden Abgeordneter in der Poder Popular.

## Auszeichnung
Im Jahre 2009 wurde Arce anlässlich seines 85. Geburtstages auf Vorschlag der Tageszeitung Juventud Rebelde das Ehrenzeichen der Provinz Matanzas verliehen. Der Vizepräsident der Poder Popular von Matanzas, Joel Pérez, erklärte, dass der Pfarrer und Abgeordnete

„...ein zuverlässiger Teil des bürgerschaftlichen Widerstandes der Kubaner in den 50er Jahren war.“

## Werke
- Neue Kirche in neuer Welt (zusammen mit Raúl Fernández Ceballos und Rafael Cepeda) Union Verlag, Ost-Berlin 1968.
- Lateinamerika, Hinterhof des US-Imperialismus, Stimme-Verlag, Frankfurt am Main 1969